# 阪急村
阪急村（はんきゅうむら）とは、梅田地区にある阪急電鉄の大阪梅田駅を中心に、旧阪急東宝グループ（現在の阪急阪神東宝グループ）の商業施設等が建ち並んでいるJR大阪駅の東側エリアの通称である。エリアとしては、大阪府大阪市北区の芝田・角田町・茶屋町・小松原町など。

## 概要
これらは、関西圏の人によって使われている俗称であり、住所では角田町・茶屋町・小松原町・芝田一丁目辺りを指す。
阪急村に対し、大阪駅南側と西側（西梅田）は、旧阪神グループの商業施設である阪神百貨店梅田本店やハービスOSAKA、ハービスENT等が建ち並んでいるため、この地域は俗に「阪神村」と呼ばれる。
同様に大阪地区では、近鉄グループの商業施設である、あべのハルカス（あべのハルカス近鉄本店）・あべのHoop・あべのandなどが建ち並ぶ大阪阿部野橋駅周辺のエリア、俗に「近鉄村」と呼ばれている。また、上本町にも近畿日本鉄道の商業施設が多くある（近鉄百貨店上本町店など）。
なお東京都でも、俗に渋谷区の109やBunkamuraがある渋谷駅周辺を「東急村」、豊島区の西武池袋本店や池袋ロフトがある池袋駅東側を「西武村」と呼ばれている（現在、西武百貨店やロフトは西武グループではない）。
また、大手私鉄ではないが、歴史的な経緯から旧・財閥のグループ企業が多く立地することから、東京の丸の内周辺を「三菱村」、東京・日本橋を「三井村」、大阪の北浜・淀屋橋を「住友村」と呼ぶ。

## 主要施設
- 阪急大阪梅田駅
  - 阪急三番街
  - 阪急17番街（阪急ターミナルビル）
  - 阪急かっぱ横丁
  - 阪急古書のまち

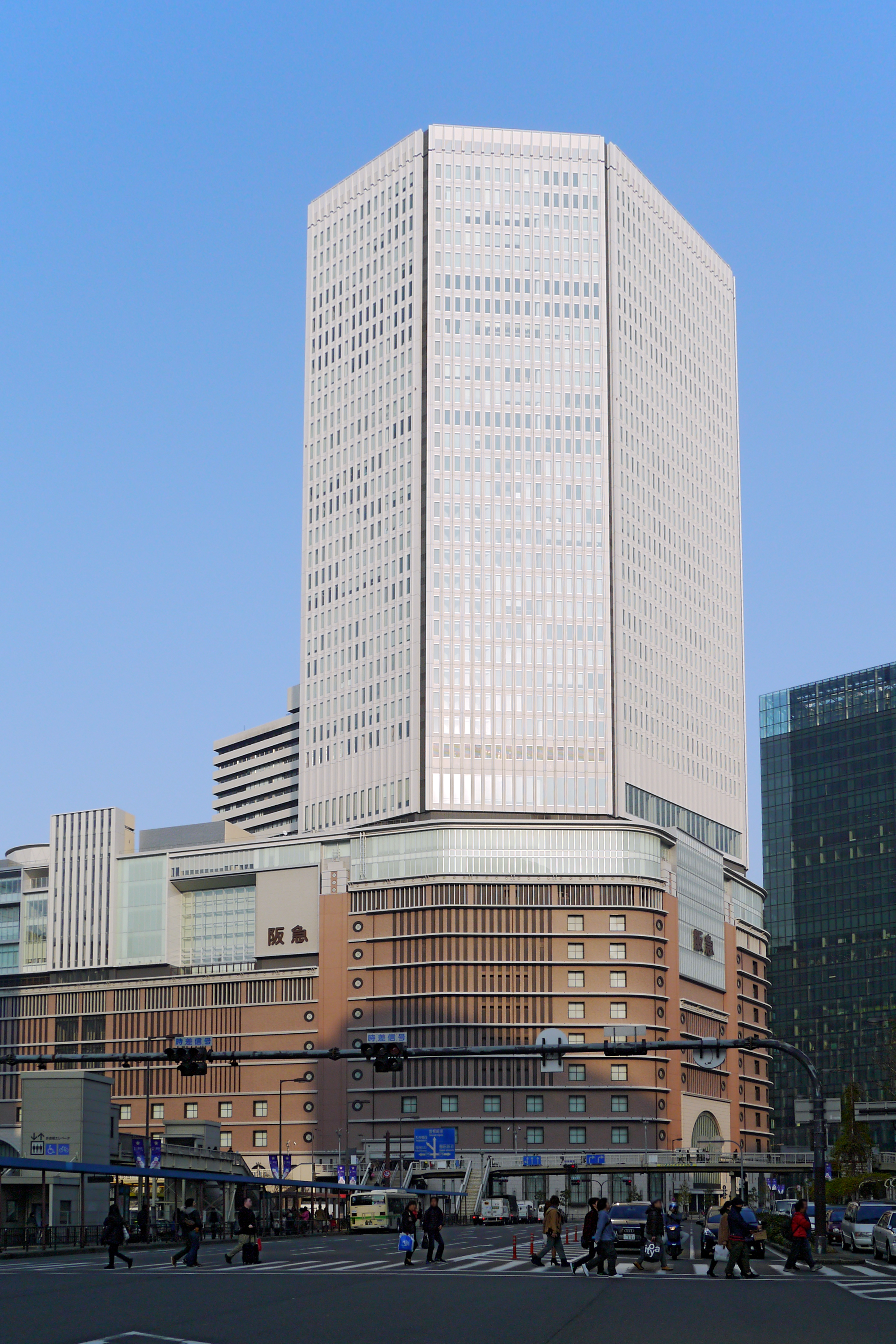
阪急百貨店うめだ本店（大阪梅田ツインタワーズ・ノース）
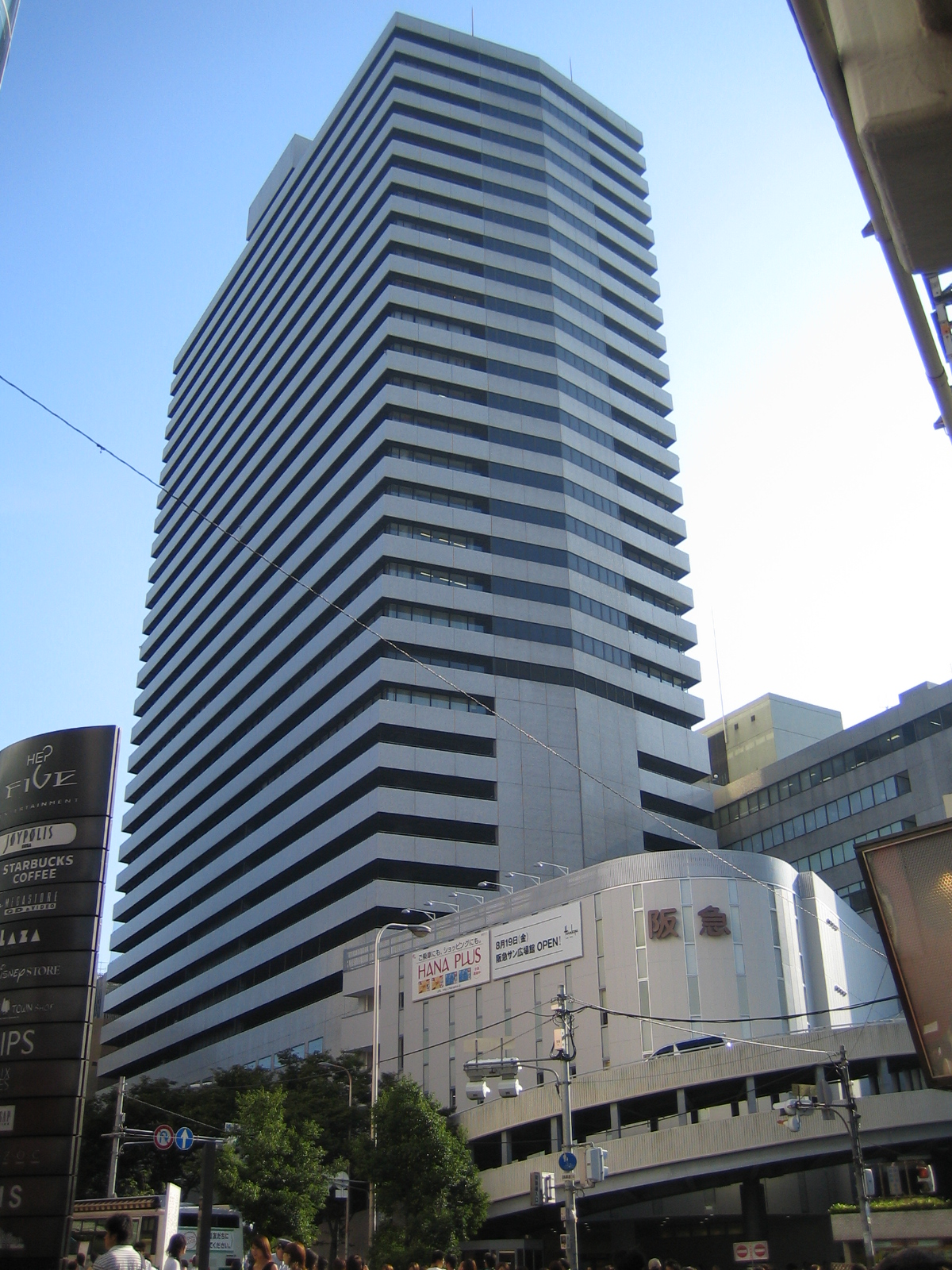
阪急32番街（阪急グランドビル）
- 新阪急ビル
- HEP NAVIO
- HEP FIVE
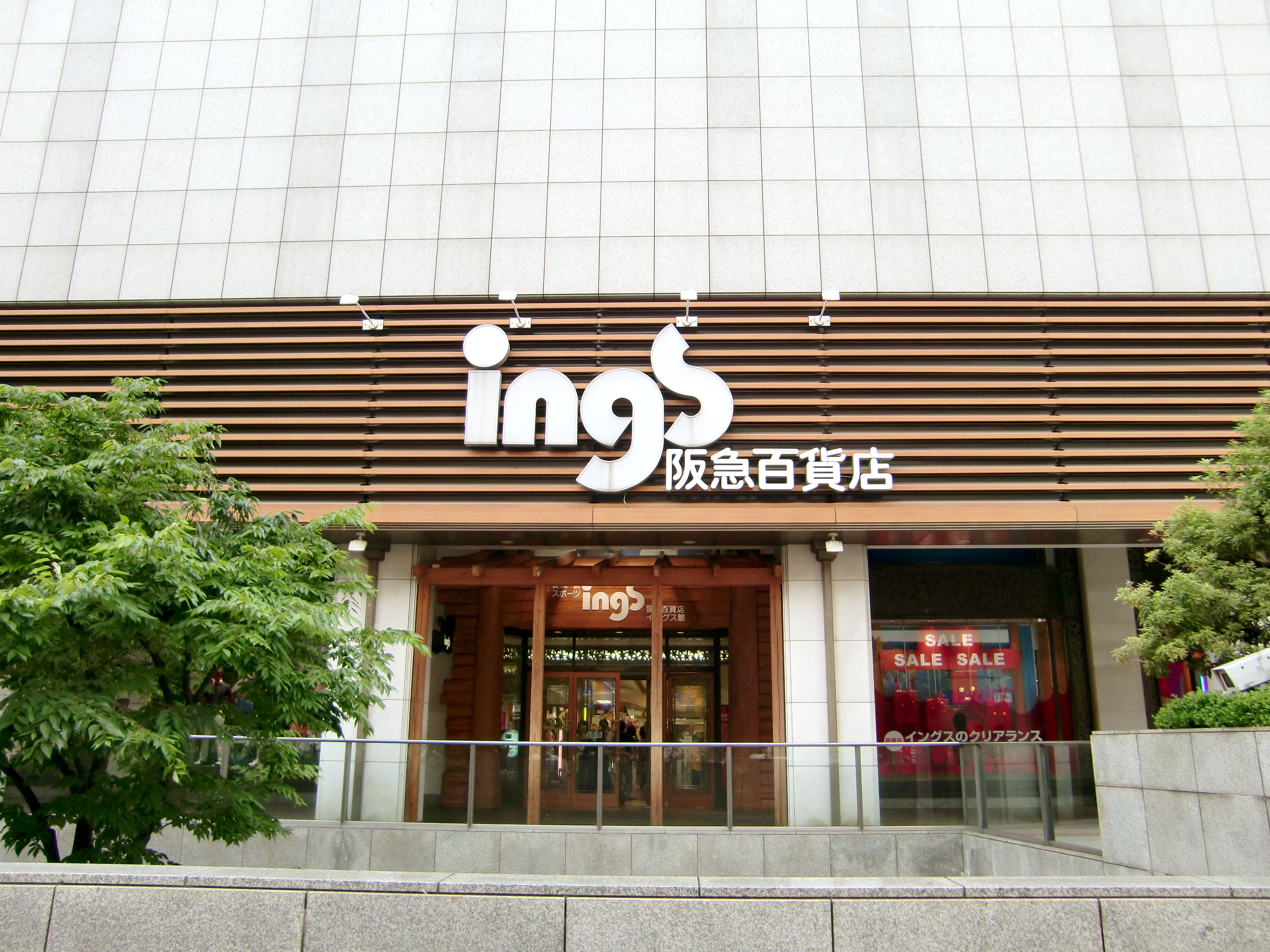
阪急ファイブアネックス
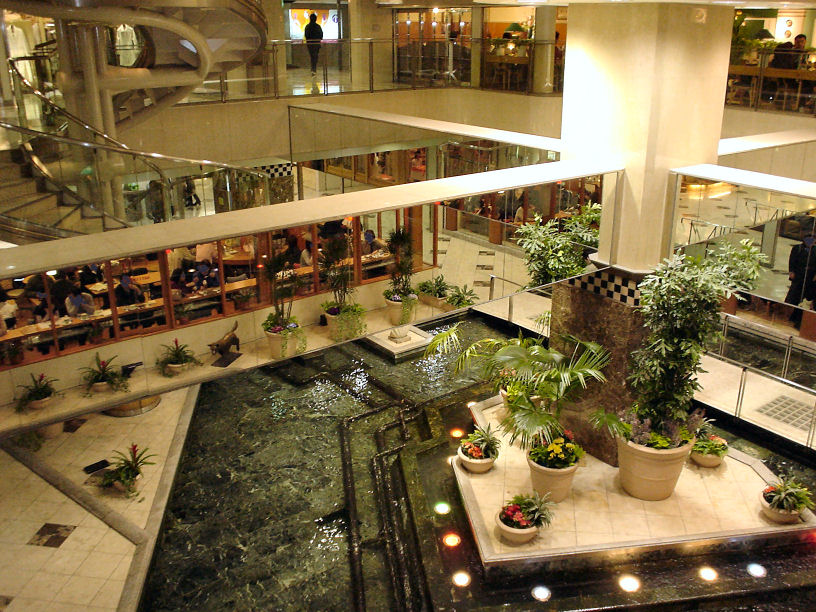
阪急三番街
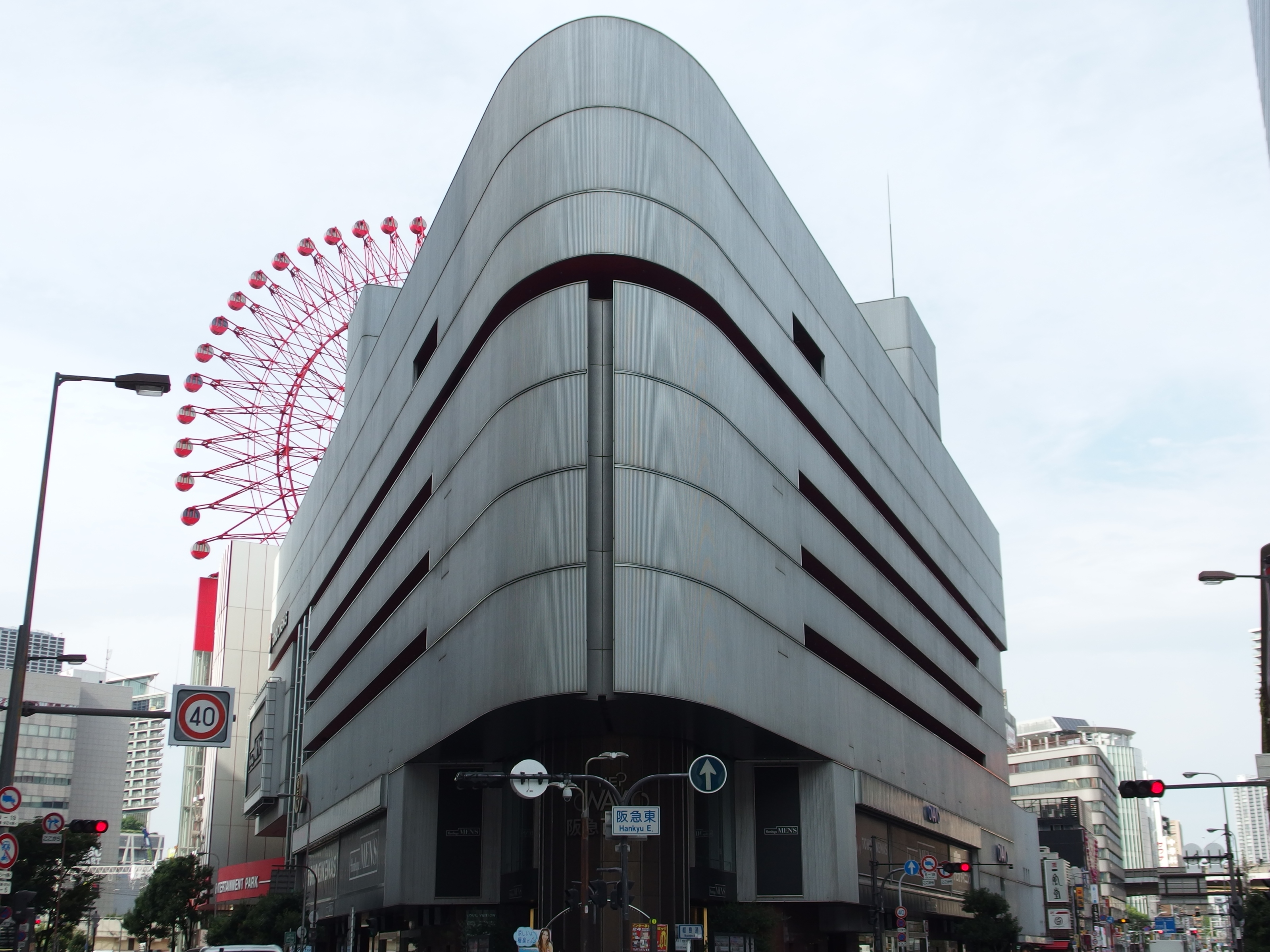
HEP NAVIO
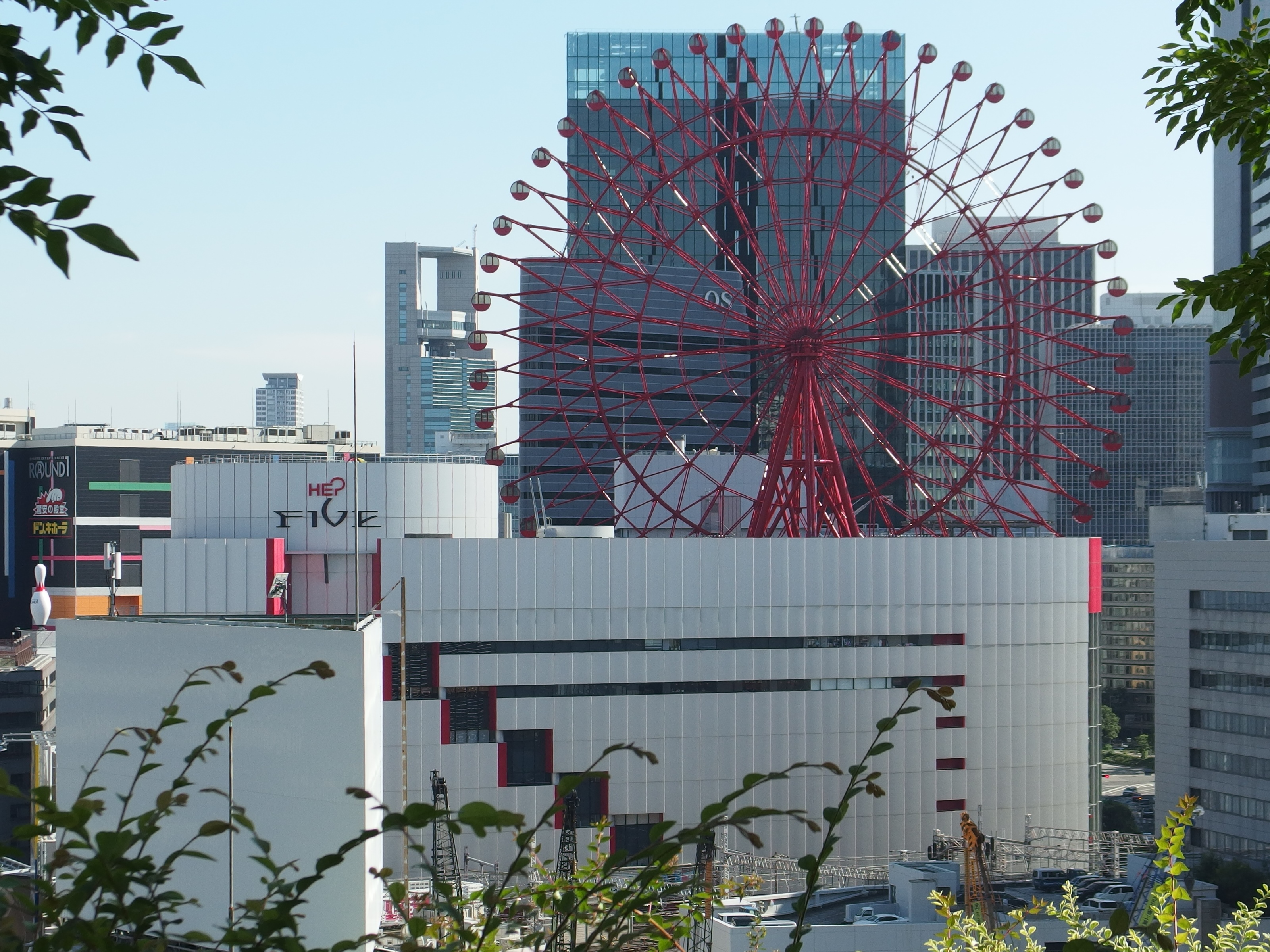
HEP FIVE

- OSMビル（OSミュージックホール→トップホットシアター→飲食店など）
- 梅田楽天地ビル
- OSビル
- 東阪急ビル
- 北阪急ビル
- ギャザ阪急
- DDハウス・新阪急ホテルアネックス
- NU chayamachi
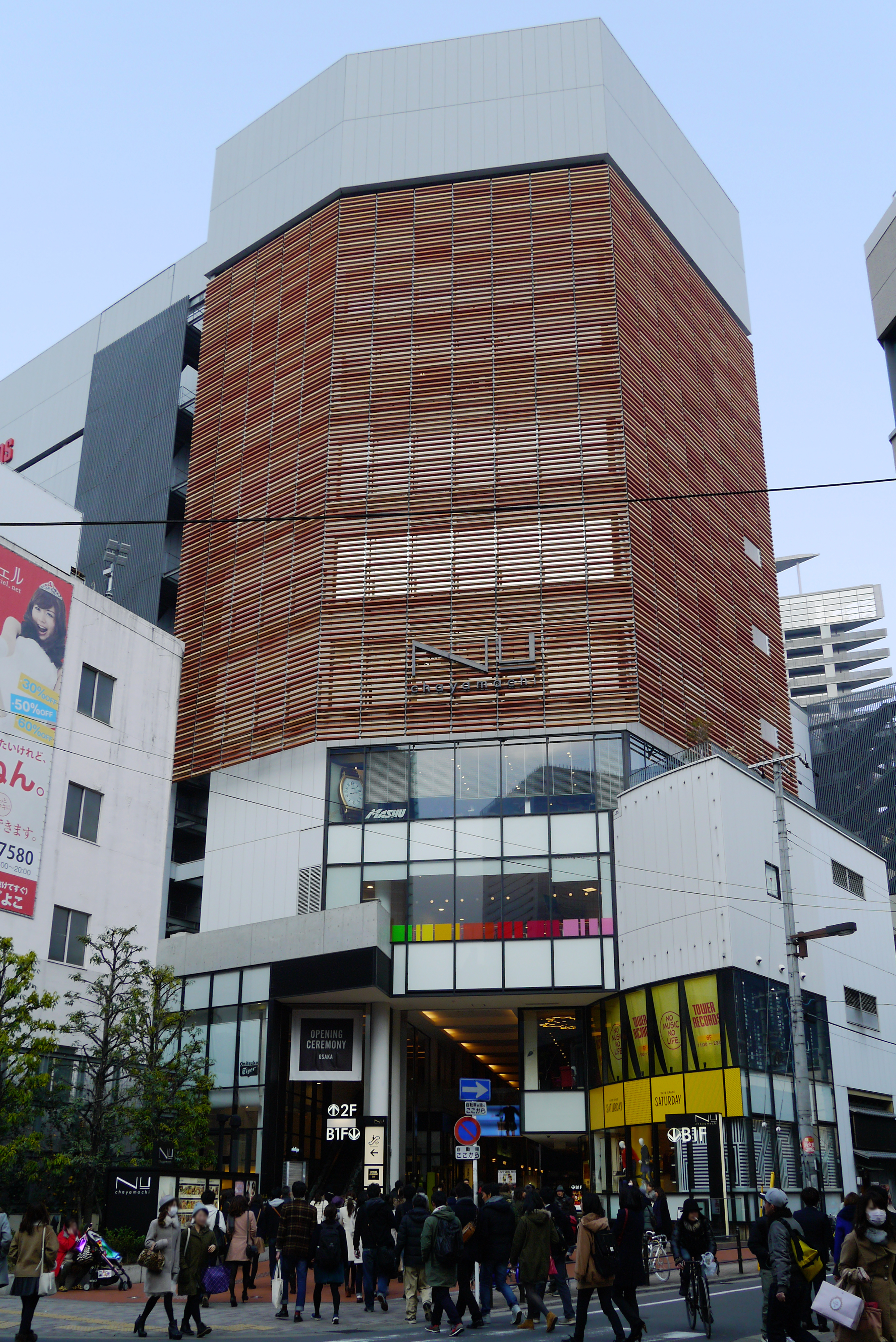
NU茶屋町プラス
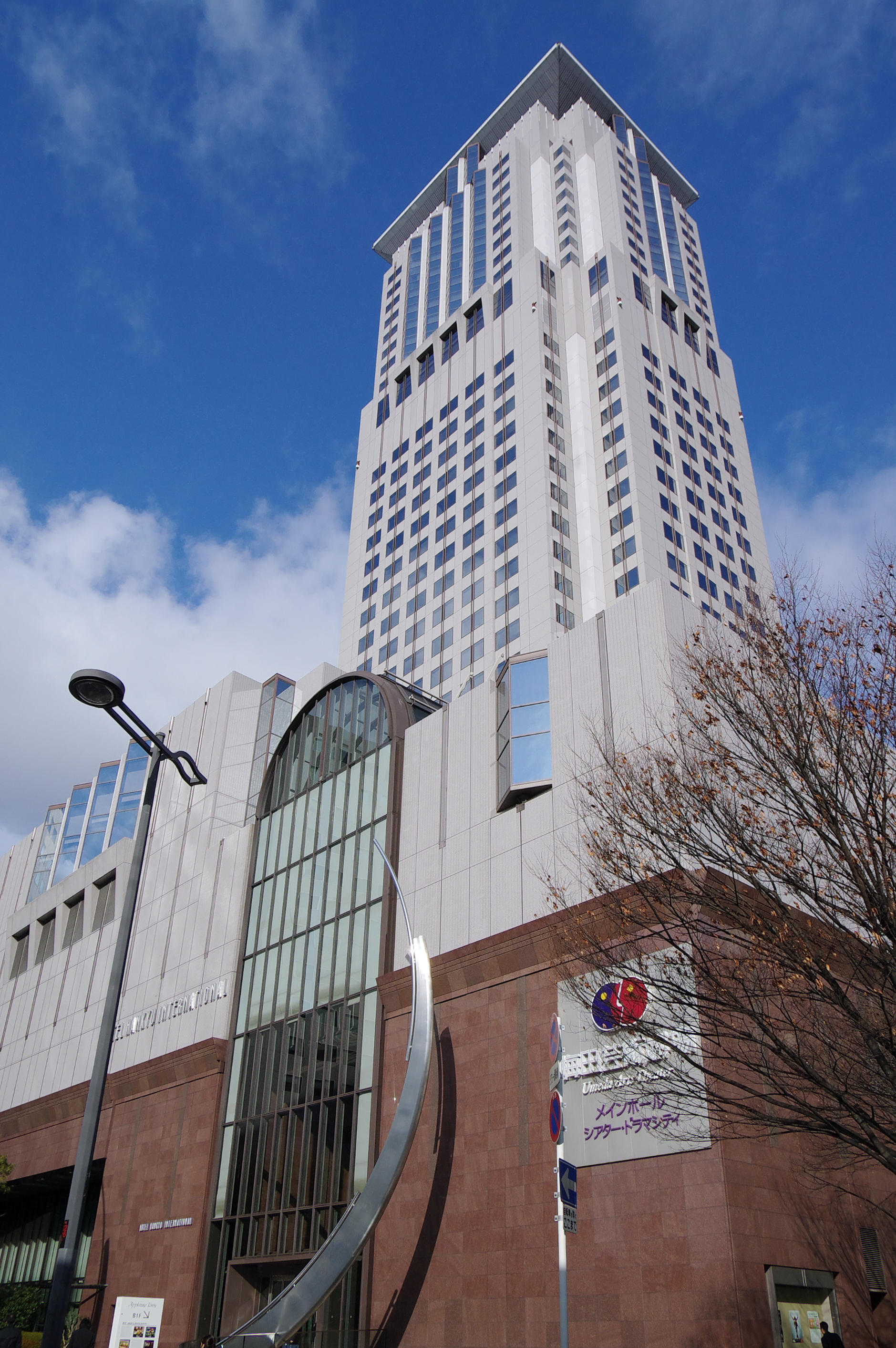
ちゃやまちアプローズ
  - 梅田芸術劇場（劇場飛天→梅田コマ劇場より改称）
  - ホテル阪急インターナショナル
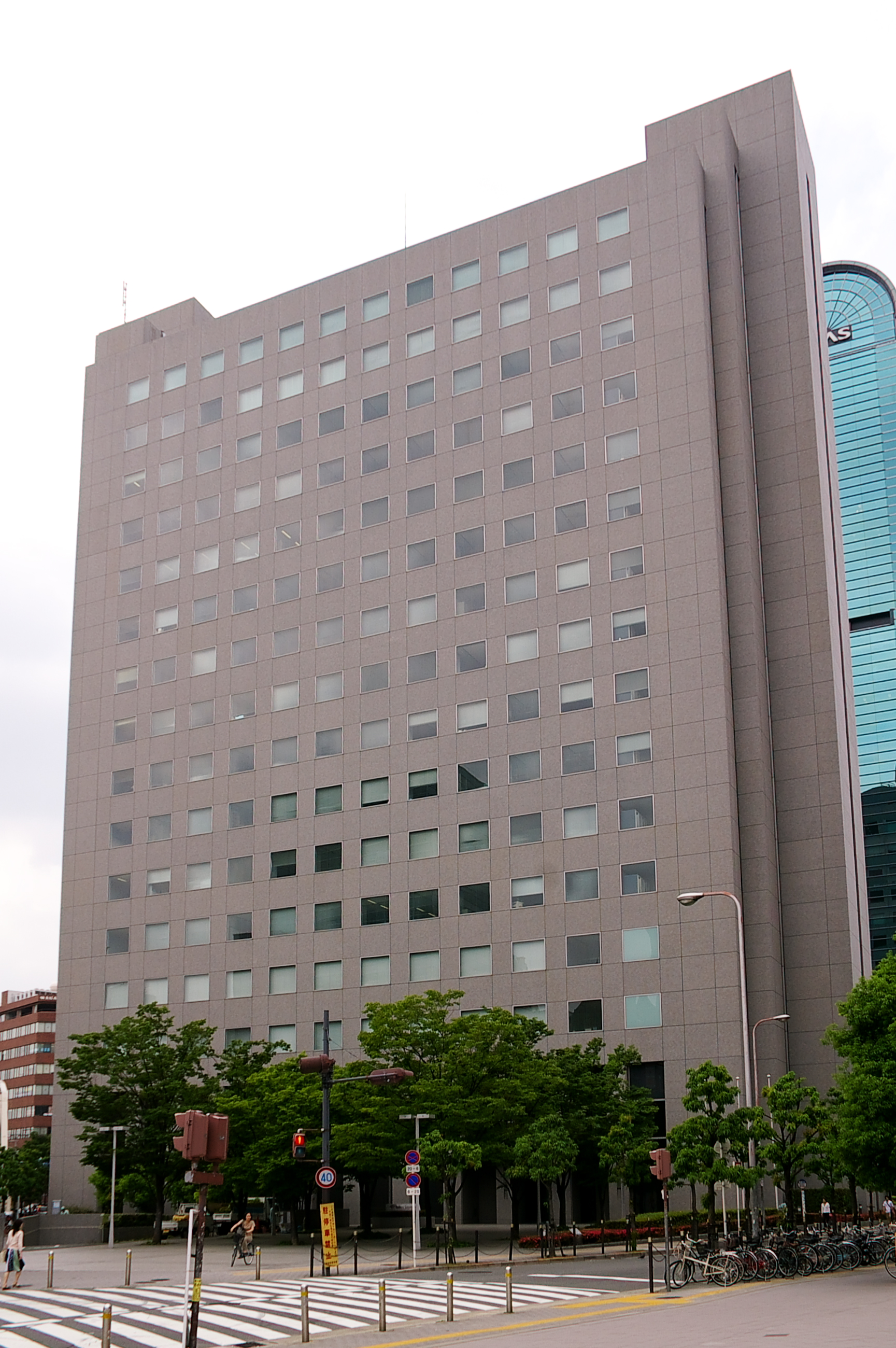
阪急電鉄本社ビル

## 補足
かつては、阪急百貨店流通センターが茶屋町に所在した。その跡地には現在、MBSメディアホールディングス（毎日放送・MBSラジオ）の本社・放送センターが建っている。ちなみにMBSの前身である新日本放送（NJB）は阪急百貨店うめだ本店の屋上にラジオ放送用のスタジオを設けていた。また、阪急グランドビル内にはかつて、MBSラジオのサテライトスタジオ『ラジオポートMBS』が入居していた。